# Ашар, Эмиль Шарль
Эмиль Шарль Ашар (фр. Emile Charles Achard; 24 июля 1860, Париж — 7 августа 1944, Версаль) — французский врач-терапевт, доктор медицины, профессор, известный описанием нескольких клинических синдромов, а также первым клиническим описанием паратифов.

## Биография

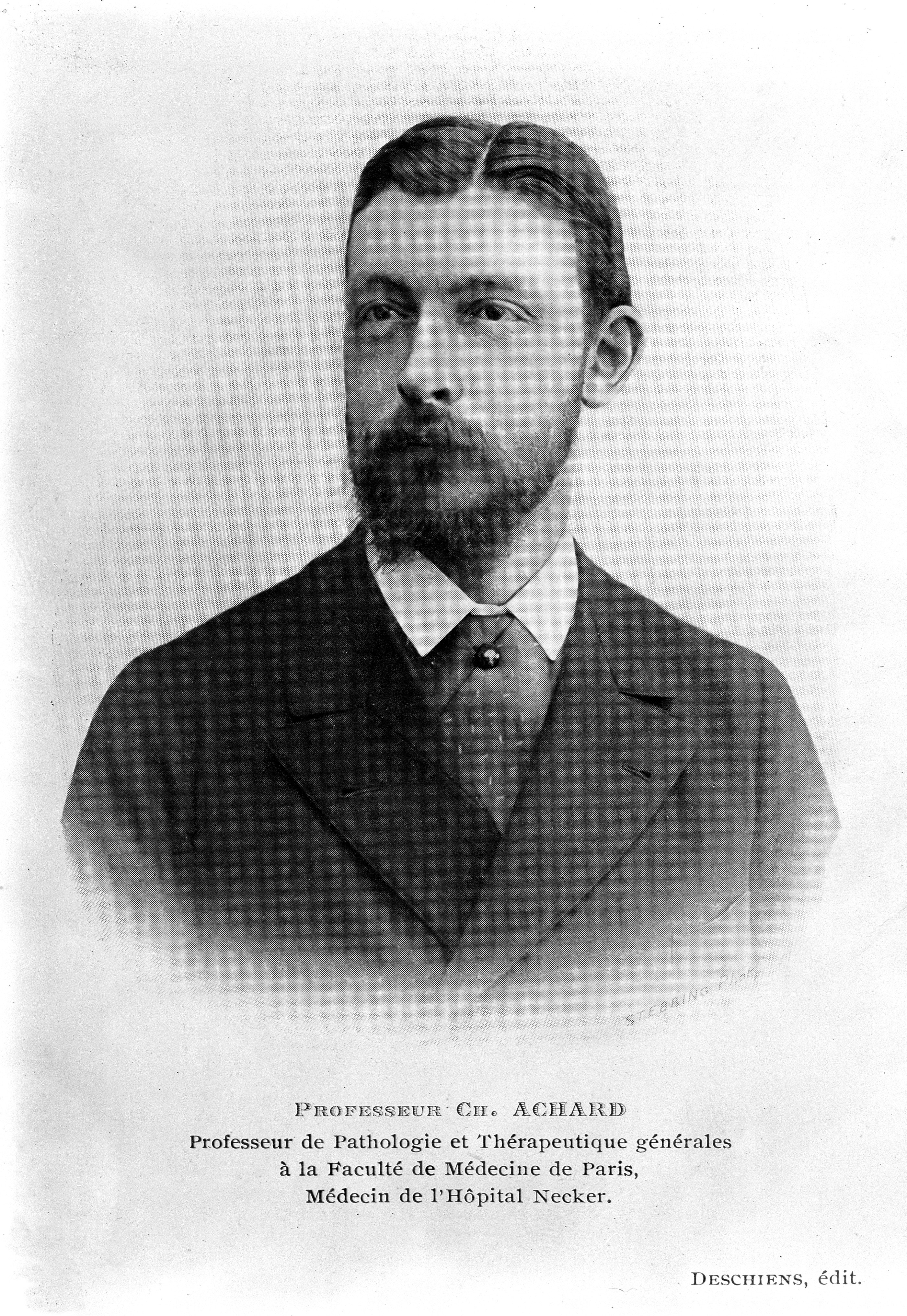
Эмиль Шарль Ашар в молодости.

### Образование и карьера
Учился в Париже, стал доктором медицины в 1887 году. В 1893 году он получил квалификацию госпитального врача, в 1895 году — полного врача. В 1908 году сотрудник народного образования (фр. Officier à l'Instruction publique). В дальнейшем был назначен профессором общей патологии и терапии, а с 1910 года работал профессором внутренней медицины Парижском университете в госпитале Бижон. Он также работал и в больнице Кочин. В 1911 году был избран во французскую Академию медицины.

## Достижения
В 1896 году вместе с Раулем Бенсаудом описал паратифы и выделил возбудителя, который на сегодня классифицируют как Salmonella Paratyphi B. Он создал и внедрил в клиническую практику термин «паратифозная лихорадка» и «паратиф», ввел один из первых анализов функции почек, основанный на времени появления красителей в моче после их внутривенного введения (тест Ашара).
Среди его многочисленных научных литературных тем были изучение летаргического энцефалита Экономо и хронического нефрита (болезни Брайта). В честь его были названы клинические синдромы — синдром Ашара и синдром Ашара — Тьера. Предложил термин «арахнодактилия» («паучьи пальцы») для изменений у больных с синдромом Марфана.
С Жоржем Морисом Верхом и Жозефом Кастанье он написал «Руководство по заболеваниям желудочно-кишечного тракта» (Париж, 1907).
За жизнь Ашар был членом Академии наук Франции, Генеральным секретарем, президентом Медицинского общества Парижской медицины и Общества неврологов, вице-президентом Общества биологии и анатомического общества, почетным доктором Университета Лаваля в городе Квебек и Афинского университета, почетным членом Королевского медицинского университета Эдинбурга, почетным иностранным членом Королевской академии медицины Рима и Национальной академии медицины Рио-де-Жанейро, членом Академии наук и искусств Персии, ряда других научных обществ.

## Награды
- Командор Ордена Британской империи (1920 год)
- Командор Ордена Возрождения Польши (1921)
- Орден Славы (Тунис), степень командора (1923)
- Командор Ордена Короны Италии (1924)
- Орден Восходящего Солнца (1926)
- Императорский орден Дракона Аннама (Вьетнам, 1926)
- Командорский крест Ордена Короны Румынии (1929)
- Ордена почетного легиона степени Командор (1931)

## Избранные труды
- Traité des kystes congénitaux, Paris, Asselin et Houzeau, 1886.
- De l’Apoplexie hystérique, Paris, Asselin et Houzeau, 1887.
- Exposé des travaux de Mr le Dr Ch. Ашар, [Concours pour l’agrégation, section de pathologie interne et médecine légale], Paris, G. Steinheil, 1892.
- Exposé des travaux de Ch. Ашар, Paris, Rueff et Cie, 1895.
- Notice sur les titres et travaux скьентификес, Paris, Masson et Cie, 1904.
- Notice sur les titres et travaux скьентификес, février 1910, Paris, Masson et Cie, 1910.
- Manuel des maladies du foie et des воис де bilaires, Paris, Masson, 1910
- L’encéphalite léthargique. Paris, Baillière, 1921.
- Examen fonctionnel du poumon, Paris, Masson et cie, 1922.
- Autour du monde: impressions d’un médecin. Paris: Masson, 1927.
- L’oedème brightique. Paris, G. Doin et cie, 1929.
- Les maladies typhoïdes; исследований cliniques, pathologiques & thérapeutiques. Paris, Masson, 1929.